# Adil Demirbağ
Adil Demirbağ (Elâzığ, 10 dicembre 1997) è un calciatore turco, difensore del Konyaspor.

## Caratteristiche tecniche
È un difensore centrale.

## Carriera

### Club
Ha giocato nella prima divisione turca.

### Nazionale
Il 7 settembre 2018 ha esordito con la Nazionale Under-21 turca disputando il match di qualificazione per gli Europei Under-21 2019 vinto 4-0 contro Cipro.